# Juthbacka
Juthbacka är en herrgård i Nykarleby. 
Hemmansnamnet Juthbacka är känt sedan 1654. Gården brändes av ryssarna under stora ofreden 1714. Den nuvarande huvudbyggnaden uppfördes 1821 i gustaviansk stil av Carl Backman. Släktgården innehades därefter av bland annat professor Woldemar Backman. Efter dennes död inrättades gården 1951 till semesterhem för de svenskösterbottniska husmödrarna, "Mors vila". Inrättningen upprätthölls till en början av andelslaget Juthbackas vänner. Den övertogs i början av 1960-talet av Semesterfrämjandet i Österbotten, samtidigt som kommersiella intressen trädde mera i förgrunden. I början av 1970-talet tillkom bland annat en simbassäng och en restaurangflygel, sammanbyggd med den gamla huvudbyggnaden. Efter en konkurs 1975 inköptes gården av Nykarleby stad, som efter en period med bland annat privatpersoner som innehavare trädde in på nytt 2003 som huvudman i en nybildad stiftelse. Denna har för avsikt att utveckla gården till ett finlandssvenskt kulturcentrum. En friluftsteater arbetade där 1971–1984 och spelade mest folkliga pjäser som Värmlänningarna och Sockenskomakarna.